# Audiencia (derecho)

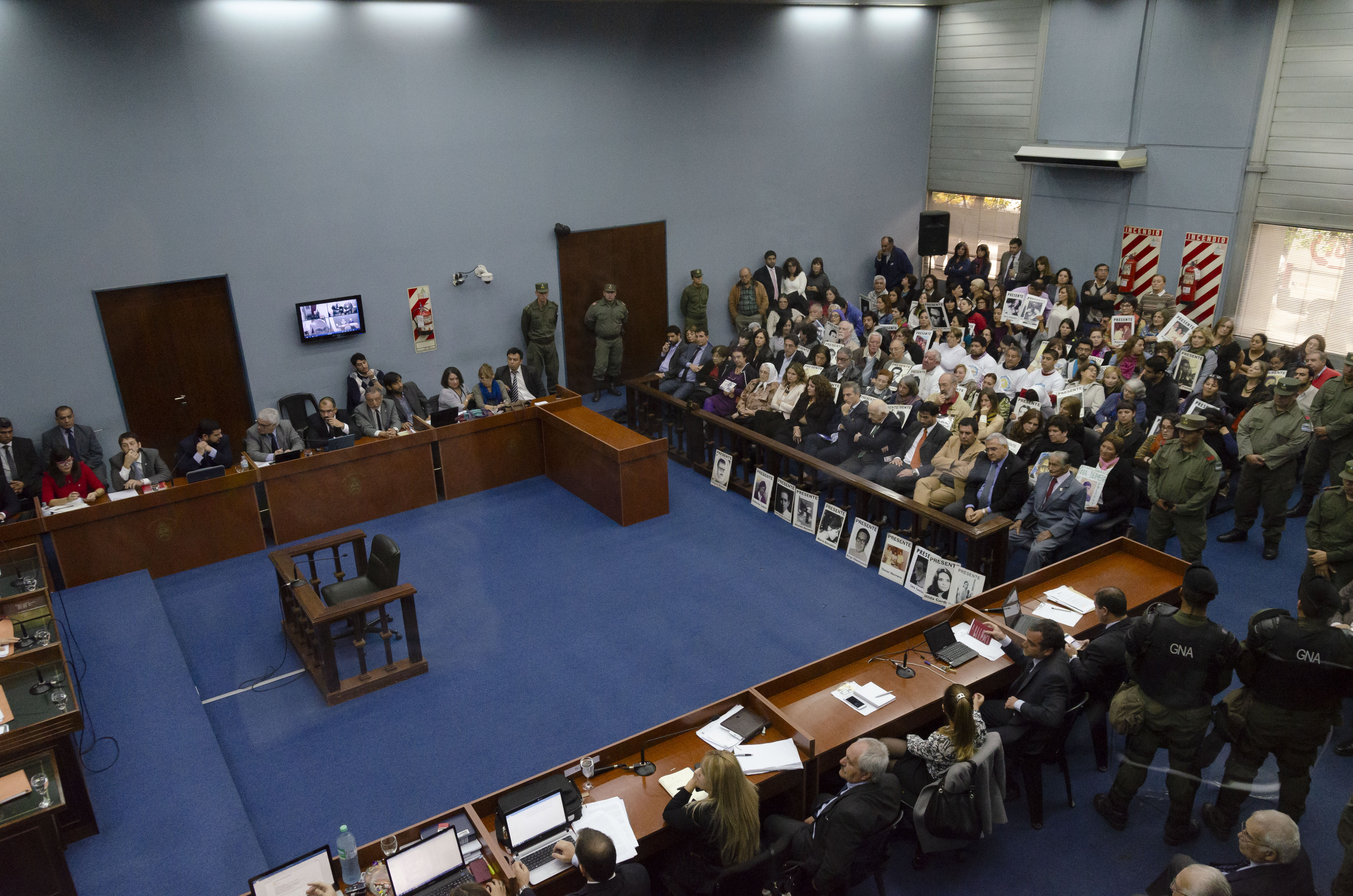
Sala de audencia del Tribunal Oral Federal de Tucumán en el juicio del caso «Operativo Independencia».

En derecho, una audiencia es la examinación formal de un caso (civil o penal) ante un juez. Es un procedimiento realizado ante un tribunal u otro organismo o funcionario encargado de la toma de decisiones, como una agencia gubernamental o un comité legislativo. Se trata de un trámite para aducir razones o valorar pruebas que se ofrece a un interesado en un proceso o en un expediente administrativo.
Una audiencia generalmente se distingue de un juicio en que suele ser más breve y, con frecuencia, menos formal. Durante el curso del litigio, en las audiencias se presentan argumentos orales en apoyo de mociones. El propósito de estos argumentos puede ser resolver el caso sin juicio adicional, como por ejemplo mediante una moción de desestimación o de sentencia sumaria, o decidir cuestiones de derecho específicas, como la admisibilidad de las pruebas, que determinarán cómo se desarrollará el juicio. También se pueden presentar pruebas y testimonios limitados en las audiencias para complementar los argumentos legales.
En las audiencias judiciales hay un uso creciente de nuevas tecnologías, lo cual supone un desafío para todos los participantes en la audiencia (abogados, jueces, árbitros, etc.).